# Lepidodendropsis
Genre
Lepidodendropsis est un genre fossile de plantes lycophytes de la famille des Lepidodendraceae. Les fossiles de cet arbre primitif abondent dans les couches carbonifères de tous les continents, d'où le concept d'une flore mondiale plus ou moins uniforme au Carbonifère, la « flore Lepidodendropsis ».

## Description
Lepidodendropsis est un arbre primitif qui présente de très petits (à peine plus de 5 mm de long) et très étroits (0,5 mm de large) coussinets foliaires recouvrant densément la surface de l'écorce, selon une disposition pseudo-verticillée. Ces coussinets ont un contour peu net, souvent grossièrement en forme de losange. Dépourvus de cicatrices foliaires, ils portent dans leur partie la plus large qui se situe environ au quart supérieur, une crête en forme de « V » renversé, nettement pointue à son sommet parfois punctiforme, sur laquelle devait s'insérer la feuille. Les deux plages que détermine cet arc foliaire ne possèdent aucune ornementation
caractéristique.
Morphologiquement, Lepidodendropsis se rapproche du genre Lepidodendron.

Fossiles de Lepidodendropsis vandergrachtii, collectés aux États-Unis
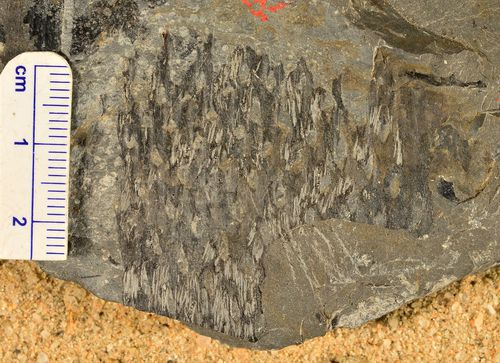
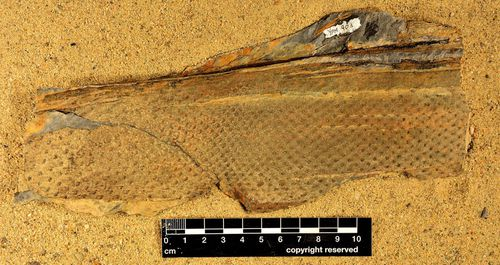
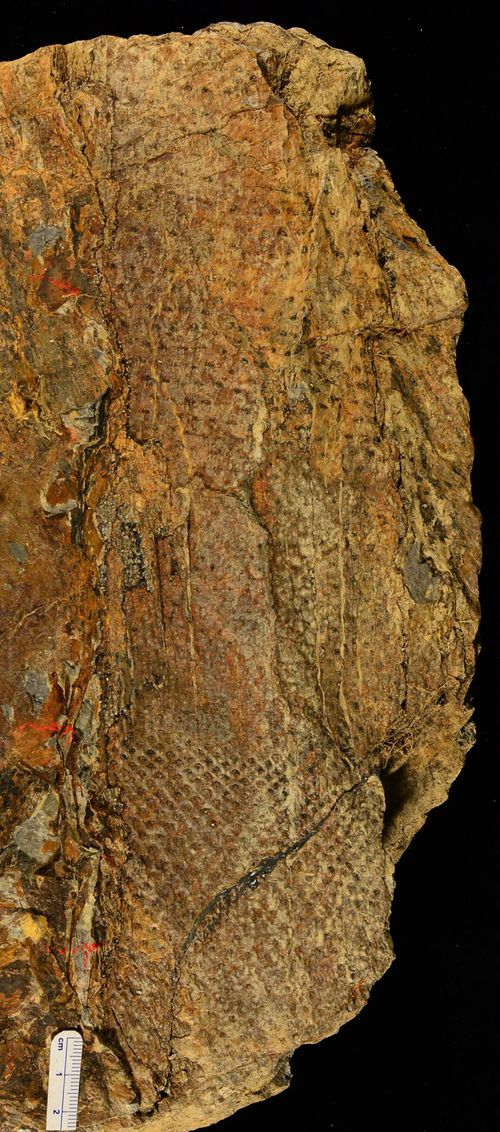
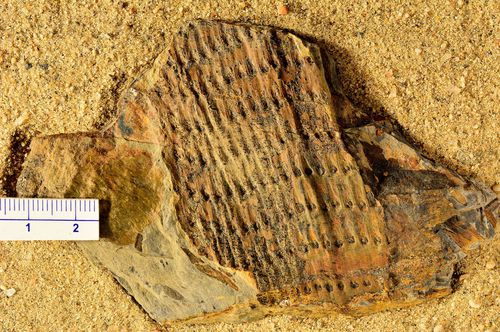

## Répartition
L'espèce type Lepidodendropsis hirmeri est une plante caractéristique du début du Carbonifère, signalée dans presque toutes les formations viséennes du monde (Europe, Amérique, Afrique et Asie).

## Paléoécologie
Lepidodendropsis est présent dans certaines localités du Dévonien supérieur (Faménien) et commun voire abondant dans de nombreux dépôts du Carbonifère inférieur (Tournaisien et Viséen). Ce genre dominait les marais Tournaisiens côtiers et les plaines d'inondation en Virginie. Des fragments de Lepidodendropsis ont été associés à Protostigmaria eggertiana. La présence de nombreux petits axes de Lepidodendropsis en association avec Protostigmaria suggère que l'arbre était très ramifié. Lepidodendropsis appartient également à la flore mississipienne de l'Argentine et du Pérou où il se rencontre en association avec Rhacopteris ovata et de nombreux Triphyllopteris. Les lycopsides arborescents tels que Lepidodendropsis étaient des composants importants et souvent dominants des écosystèmes du Paléozoïque moyen et tardif.
La flore à Lepidodendropsis-Rhacopteris est très caractéristique, trouvable dans les formations viséennes du monde entier. Le concept d'une flore mondiale plus ou moins uniforme, la « flore Lepidodendropsis », du Carbonifère précoce, a été exposé pour la première fois par Jongmans. Il cite les genres de plantes fossiles Lepidodendropsis, Triphyllopteris et Rhacopteris comme caractérisant cette unité paléofloristique, dont il revendique la représentation dans un certain nombre de localités de l'hémisphère nord et de l'hémisphère sud. Des travaux ultérieurs confirment généralement sa conclusion selon laquelle, au début du Carbonifère, une association riche en lycopodes, assez uniforme sur le plan floristique, s'étendait sur tous les grands continents, avant le début de la glaciation carbo-permienne. Par sa relative uniformité, cette flore contraste fortement avec le caractère régional prononcé des flores, notamment la flore Glossopteris du Gondwana, qui ont suivi la glaciation.

## Systématique
Le genre Lepidodendropsis est décrit en 1933 par le botaniste Josef Ludwig Lutz, publié dans Palaeontographica, Abt. B, Paläophytol., volume 78(3-6), page 118. Lepidodendropsis hirmeri est l'espèce type,,.
Lepidodendropsis est classé dans la famille des Lepidodendraceae, ou des Lepidodendropsidaceae dont il est le genre type, sous-famille des Lepidodendropsidoideae, dont il est le seul genre.

## Liste des espèces
Une trentaine d'espèces ont été décrites selon The International Fossil Plant Names Index (IFPNI) (30 juin 2022) :
- Lepidodendropsis africana
- Lepidodendropsis africanum Lejal, 1967[12]
- Lepidodendropsis baranovkensis
- Lepidodendropsis breviinternodia
- Lepidodendropsis concinna
- Lepidodendropsis cyclostigmatoides
- Lepidodendropsis devoogdii
- Lepidodendropsis fenestrata
- Lepidodendropsis fusiformis
- Lepidodendropsis guanzuangensis
- Lepidodendropsis hirmeri Lutz, 1933 (espèce type)[1],[8],[9]
- Lepidodendropsis kazachstanica
  - Lepidodendropsis kazachstanica var. quadra
- Lepidodendropsis lissonii
- Lepidodendropsis niuewanensis
- Lepidodendropsis orientalis
- Lepidodendropsis ovata
- Lepidodendropsis parvipulvinata
- Lepidodendropsis peruviana
- Lepidodendropsis pranabii
- Lepidodendropsis prisca
- Lepidodendropsis schuermannii
- Lepidodendropsis shaoyangensis
- Lepidodendropsis sigillarioides
- Lepidodendropsis sinaica
- Lepidodendropsis sinensis
- Lepidodendropsis songziensis
- Lepidodendropsis steinmannii
- Lepidodendropsis taoshanensis
- Lepidodendropsis tiaomaensis
- Lepidodendropsis vandergrachtii Jongmans, Gothan & Darrah[1]
- Lepidodendropsis yangtziensis
- Lepidodendropsis yiduensis